# Brandon Carnes
Brandon Carnes (* 6. März 1995 in Bradenton, Florida) ist ein US-amerikanischer Leichtathlet, der sich auf den Sprint spezialisiert hat. Mit der US-amerikanischen 4-mal-100-Meter-Staffel wurde er 2023 Weltmeister und siegte 2022 bei den NACAC-Meisterschaften.

## Sportliche Laufbahn
Brandon Carnes wuchs in Florida auf und studierte ab 2013 an der University of Northern Iowa. Erste internationale Erfahrungen sammelte er im Jahr 2022, als er bei den NACAC-Meisterschaften in Freeport in 10,12 s die Bronzemedaille im 100-Meter-Lauf hinter dem Jamaikaner Ackeem Blake und seinem Landsmann Kyree King gewann. Zudem siegte er mit der US-amerikanischen 4-mal-100-Meter-Staffel in 38,29 s gemeinsam mit Lawrence Johnson, Isiah Young und Kyree King. Anschließend siegte er in 10,10 s und 10,04 s bei den Hungarian GP Series in Budapest und Pápa und siegte zum Saisonende in 10,04 s bei der Gala dei Castelli. Im Jahr darauf siegte er in 10,02 s beim Music City Track Carnival und siegte im August bei den Weltmeisterschaften in Budapest in 37,38 s gemeinsam mit Christian Coleman, Fred Kerley und Noah Lyles im Staffelbewerb.

## Persönliche Bestzeiten
- 100 Meter: 10,01 s (+0,4 m/s), 2. September 2023 in Xiamen
  - 60 Meter (Halle): 6,53 s, 14. Februar 2020 in Albuquerque
- 200 Meter: 20,07 s (+1,3 m/s), 12. Juni 2022 in New York City
  - 200 Meter (Halle): 21,03 s, 11. Februar 2017 in Fayetteville